# Dorfkirche Göllnitz (Thüringen)

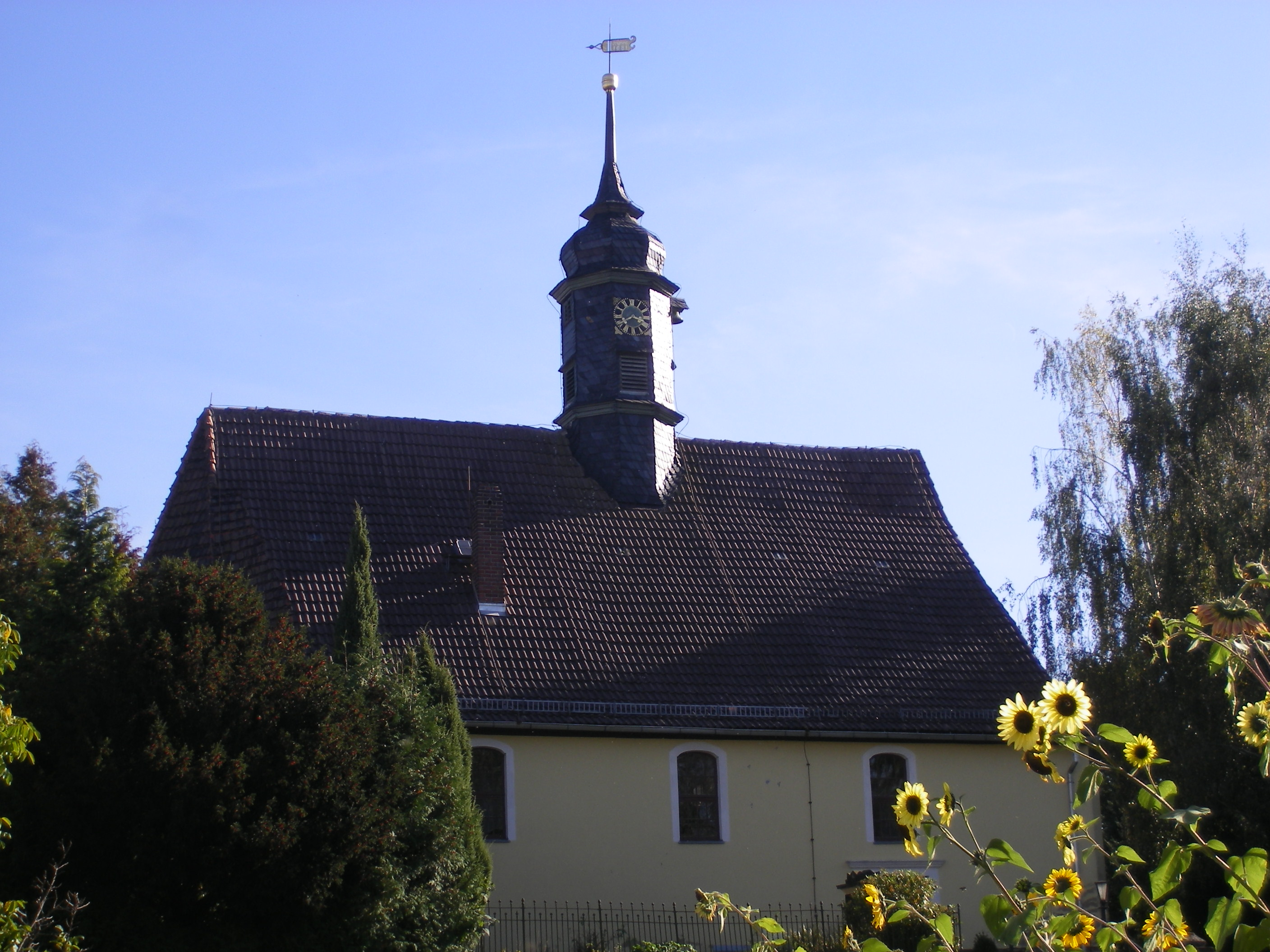
Die Kirche

Die evangelisch-lutherische Dorfkirche Göllnitz steht in der Gemeinde Göllnitz im Landkreis Altenburger Land in Thüringen. Sie gehört zum Evangelisch-Lutherischen Kirchspiel Mehna-Dobitschen im Kirchenkreis Altenburger Land der Evangelischen Kirche in Mitteldeutschland.

## Geschichte
Die Göllnitzer Kirche geht womöglich auf das 13. Jahrhundert zurück. In der Chronik der Kirchgemeinde sind seit 1528 namentlich Pfarrer in Göllnitz aufgeführt. 
Am 16. August 1557 vernichtete ein Großbrand vier Güter, das Pfarrhaus und den Kirchturm, wobei sogar die Glocken schmolzen. Bereits 1557 war die Reparatur des Turmes abgeschlossen. Eine über der Eingangstür der Kirche eingemeißelte Jahreszahl bestätigt das Datum und die Aufbauleistung. Aus der Kapelle aus Schwanditz bekamen die Christen von Göllnitz die Glocken als Geschenk.
1660 wurde der Turm erneuert. 1668 renovierte man den gesamten Kirchenbau. Finanziert wurde die Restaurierung durch Spenden von Gutsbesitzern, Bauern und Einwohnern. Am 26. Mai 1708, dem Pfingstfest, schlug ein Blitz in den Turm ein und verursachte erhebliche Schäden. 1735 baute man neue Emporen ein. Die Umgestaltung der Kirche außen und innen erfolgte ab 1795. 1797 konnten die Maler ihre Arbeit beginnen. Die Kirche erhielt damit ihre heutige Gestalt.
Im Jahr 2013 konnte der Kirchturm durch viele Spenden saniert werden.

## Orgel

### Erste Orgel (1771–1846)
1771 baute Johann Friedrich Scholl eine Schleifladenorgel für die Dorfkirche von Göllnitz in Thüringen. Das Instrument wurde von Johann Ludwig Krebs begutachtet. 1846 wurde sie durch eine neue Orgel von Christoph Opitz ersetzt.
| I Manual C–f3  |    |
| Großgedackt    | 8′ |
| Principal      | 4′ |
| Gedackte Flaut | 4′ |
| Quinta         | 3′ |
| Octave         | 3′ |
| Cornet 2 fach  |    |
| Mixtur 3 fach  | 1′ |
| Tremulant      |    |

| Pedal C–d1 |     |
| Subbaß     | 16′ |
| Octavbaß   | 8′  |

- Koppeln: I/P

### Zweite Orgel (seit 1846)
1846 lieferte Christoph Opitz eine zweimanualige Orgel mit siebzehn Registern. Das Werk wurde von Carl August Reichardt, Organist in Altenburg, begutachtet. In den Jahren nach 1923 wurde die Orgel umgebaut und die Disposition geändert.

#### Ursprüngliche Disposition
| I Hauptwerk C–f3 |    |
| Principal        | 8′ |
| Bordun           | 8′ |
| Viola di Gamba   | 8′ |
| Octave           | 4′ |
| Gedackt          | 4′ |
| Quinte           | 3′ |
| Octave           | 2′ |
| Mixtur 3-fach    | 2′ |

| II Oberwerk C–f3 |    |
| Lieblich Gedackt | 8′ |
| Hohlflöte        | 8′ |
| Aeoline          | 8′ |
| Gemshorn         | 4′ |
| Flöte            | 4′ |
| Flöte            | 2′ |
| Cornet           |    |

| Pedal C–d1   |     |
| Subbaß       | 16′ |
| Principalbaß | 8′  |
| Posaunenbaß  | 16′ |

- Koppeln: II/I, I/P

#### Gegenwärtige Disposition
| I Hauptwerk C–f3 |     |
| Bordun           | 16′ |
| Principal        | 8′  |
| Bordun           | 8′  |
| Octave           | 4′  |
| Gedackt          | 4′  |
| Gambe            | 4′  |
| Octave           | 2′  |
| Mixtur 4-fach    |     |

| II Oberwerk C–f3 |    |
| Lieblich Gedackt | 8′ |
| Hohlflöte        | 8′ |
| Aeoline          | 8′ |
| Gemshorn         | 4′ |
| Flöte            | 4′ |

| Pedal C–d1   |     |
| Subbaß       | 16′ |
| Violonbaß    | 16′ |
| Principalbaß | 8′  |

- Koppeln: II/I, I/P